# Торчино
То́рчино — село в Суздальском районе Владимирской области России, входит в состав Селецкого сельского поселения.
Население — 469 чел. (2021).

## География
Село расположено в 17 км к северо-востоку от Суздаля, на трассе Кострома — Владимир.

## История

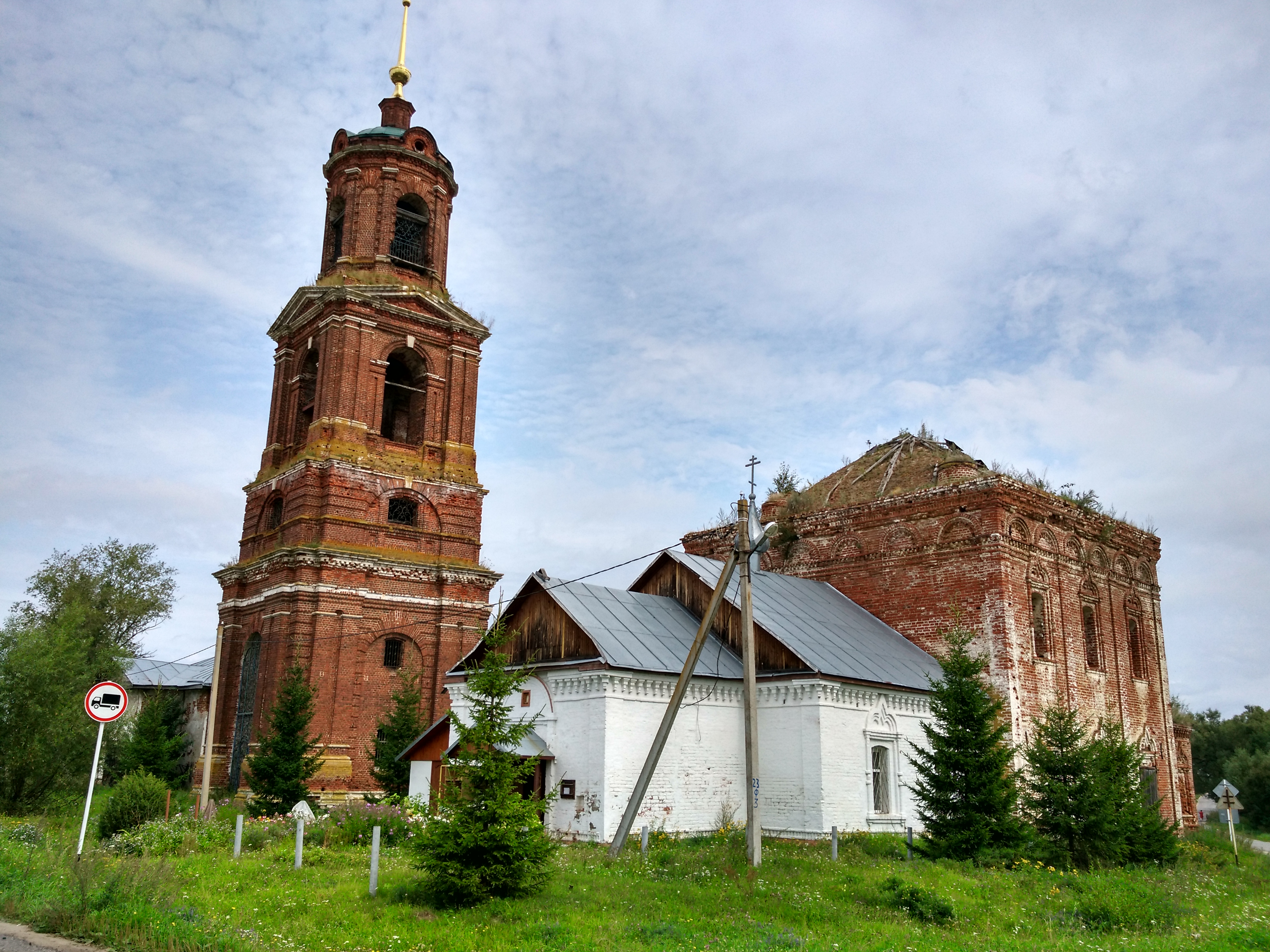
Никольская церковь с колокольней. 2018 год

Впервые в исторических документах упоминается во 2-й половине XVII века как деревня Торчина в составе дворцовой волости.
В конце XIX — начале XX века село являлось центром Торчинской волости Суздальского уезда.
С 1929 года село являлось центром Торчинского сельсовета Суздальского района, с 2005 года — в составе Селецкого сельского поселения.
До 2011 года в селе действовала Торчинская основная общеобразовательная школа.

## Население
| 1859 | 1897 | 1905 | 1926 | 2002 | 2010 | 2021 |
| ---- | ---- | ---- | ---- | ---- | ---- | ---- |
| 663  | ↘562 | ↘538 | ↘523 | ↗575 | ↘551 | ↘469 |

## Инфраструктура
В селе имеются отделение почтовой связи, магазин.

## Русская православная церковь
В центре села расположен интересный ансамбль из Никольской (1810) и Богоявленской (1835) церквей и отдельно стоящей между ними колокольни (1867). Здания сильно пострадали в период гонений и до сих пор были не восстановлены. В 2013 году началась реставрация колокольни. В церкви ведутся постоянные службы.